# Oligoryzomys gri
Oligoryzomys gri — південноамериканський вид гризунів з Бразилії